# Abu al-Ghazi Bahadur
Abu al-Ghazi Bahadur (Urgench, 1603 – Khiva, 1663) è stato un politico e storico uzbeko.
Fu khan del khanato di Khiva dal 1643 al 1663.

## Biografia
Figlio di Arab Muhammad I, trascorse l'infanzia a corte a Gurgānj e a Kath. Dopo la morte del padre fuggì a Samarcanda per sfuggire ai fratelli che rivendicavano il trono. Suo fratello Isfandiyar lo nominò luogotenente nel 1623, ma Bahadur fuggì ancora da un'altra faida dapprima a Tashkent, poi a Esfahan sotto la protezione dei safavidi.
Tornato a Khiva nel 1644, regnò il khanato dedicandosi al benessere del suo popolo e alla promozione della storiografia. Fu autore di due importanti testi di carattere storico: lo Shajara-i Tarākima, una genealogia dei turkmeni derivata principalmente da Rashid al-Din Hamadani e dall'Oguz-nama con materiale aggiuntivo, e lo Shajara-i Turk, una genealogia delle popolazioni turche in nove libri, complatata postuma dal figlio Anusha. Questa opera divenne popolare in Europa grazie alla mediazione di due svedesi, prigionieri di guerra dei russi, che la tradussero in tedesco.